# Talavera
|  | Per a altres significats, vegeu «Talavera (desambiguació)». |

Talavera és un municipi situat a l'extrem sud de la comarca de la Segarra de 247 habitants (2018). El terme limita amb els municipis segarrencs de Ribera d'Ondara i Montoliu de Segarra, els municipis anoiencs de Montmaneu i Argençola i els municipis de Santa Coloma de Queralt i Llorac (Conca de Barberà). Tot i fer frontera amb municipis de dos provincies diferents, històricament, Talavera es troba envoltat de pobles de la Segarra original.

## Medi físic i geografia
- Llista de topònims de Talavera (Orografia: muntanyes, serres, collades, indrets..; hidrografia: rius, fonts...; edificis: cases, masies, esglésies, etc).

El terme municipal de Talavera ocupa una extenció de 30,11 km² i és format per un conjunt de pobles i antics termes actualment agregats. Al sector occidental trobem el poble de Talavera, cap del municipi i el poble de Suró, petit llogaret de població de tan sols 2 habitants situat al tossal honònim. Al sud-est del terme trobem el llogaret despoblat de Montfred, amb l'església de Santa Fe de Montfred, l'antic terme i actualment despoblat del Bordell, i el poble de Civit. Altres nuclis de població són Pavia i Pallerols situats al sector septentrional i Bellmunt, a l'extrem nord-est del terme. El municipi rep la capçalera i font del riu Ondara.
| Entitat de població | Habitants (2024) |
| Talavera            | 116              |
| Pallerols           | 70               |
| Civit               | 44               |
| Pavia               | 27               |
| Bellmunt de Segarra | 26               |
| Suró                | 2                |
| Font: Idescat       |                  |

El municipi de Talavera està situat a la capçalera del riu Ondara, envoltat per serrats de força alçada però de relleu suau. De fet les elevacions del terme són les de més importància de la comarca, com el tossal de Suró (831 m.), Montfred (834 m.), Turó del Galutxo (851) o la Creu del Vent (804 m.). La major part del terme està situat sobre els 600 msnm excepte el poble de Pallerols, situat entre 600 i 560 msnm.

## El poble de Talavera
El poble de Talavera és el cap de municipi i el principal nucli de població del terme (98 habitants, 2018). Està situat al sector occidental del terme, en un vessant de 800 msnm, coronada pel castell de Talavera. El poble formava una vila closa i encara conserva el que havia sigut un call jueu i diversos elements d'obra popular com carrers coberts. L'església parroquial està dedicada a Sant Salvador i presenta un portal romànic i afegitors neoclàssics.

## Demografia i economia
Durant el segle xx es produí un gran declivi de la població, i en 100 anys es perdé un 66% de la població. Actualment s'ha revartit la tendència i la població s'ha mantingut estable durant les tres darrers dècades.
| 1497 f | 1515 f | 1553 f | 1717 | 1787 | 1857 | 1877 | 1887 | 1900 | 1910 |
| ------ | ------ | ------ | ---- | ---- | ---- | ---- | ---- | ---- | ---- |
| 99     | 115    | 206    | 384  | 216  | 884  | 780  | 836  | 855  | 792  |

| 1920 | 1930 | 1940 | 1950 | 1960 | 1970 | 1981 | 1990 | 1992 | 1994 |
| ---- | ---- | ---- | ---- | ---- | ---- | ---- | ---- | ---- | ---- |
| 787  | 767  | 739  | 675  | 515  | 421  | 359  | 315  | 315  | 315  |

| 1996 | 1998 | 2000 | 2002 | 2004 | 2006 | 2008 | 2010 | 2012 | 2014 |
| ---- | ---- | ---- | ---- | ---- | ---- | ---- | ---- | ---- | ---- |
| 304  | 290  | 296  | 288  | 286  | 303  | 304  | 302  | 288  | 267  |

| 2016 | 2018 | 2020 | 2022 | 2024 | 2026 | 2028 | 2030 | 2032 | 2034 |
| ---- | ---- | ---- | ---- | ---- | ---- | ---- | ---- | ---- | ---- |
| 257  | 247  | 279  | 291  | 280  | -    | -    | -    | -    | -    |

L'activitat econòmica principal del municipi és la producció agrària i ramadera. Actualment gran part de la superfícia agrària (2.706 ha.) està dedicada al conreu herbaci, sobretot d'ordi i blat. Tanmateix fins a finals del segle xix gran part del terme era banyada per vinyes, substituïdes arran de la fil·loxera. Pel que fa la ramaderia, destaca la producció d'aviram (170.500 caps, 2018), i el sector boví (1.036 caps, 2018) i el porcí (1.500 caps, 2018).

## Política
Convergència i Unió ha guanyat totes les eleccions municipals des del restabliment de la democràcia l'any 1979, ostentant l'alcaldia des d'aleshores.

### Resultats electorals
| Composició del ple municipal |      |      |      |      |      |      |      |      |      |      |      |
| Partit                       | 1979 | 1983 | 1987 | 1991 | 1995 | 1999 | 2003 | 2007 | 2011 | 2015 | 2019 |
| CiU/JxCat                    | 7    | 7    | 7    | 7    | 6    | 4    | 5    | 5    | 5    | 5    | 5    |
| AIPN / InSe / InSe - AM      |      |      |      |      |      | 2    | 2    | 2    | 2    | 2    | 2    |
| PSC - CP                     |      |      |      |      |      |      |      |      |      | 0    | 0    |
| PP                           |      |      |      | 0    | 1    | 1    | 0    |      |      |      |      |
| Total                        | 7    | 7    | 7    | 7    | 7    | 7    | 7    | 7    | 7    | 7    | 7    |

## Patrimoni i monuments
- Sant Jaume de Pallerols
- Sant Salvador de Talavera, església parroquial del poble de Talavera.

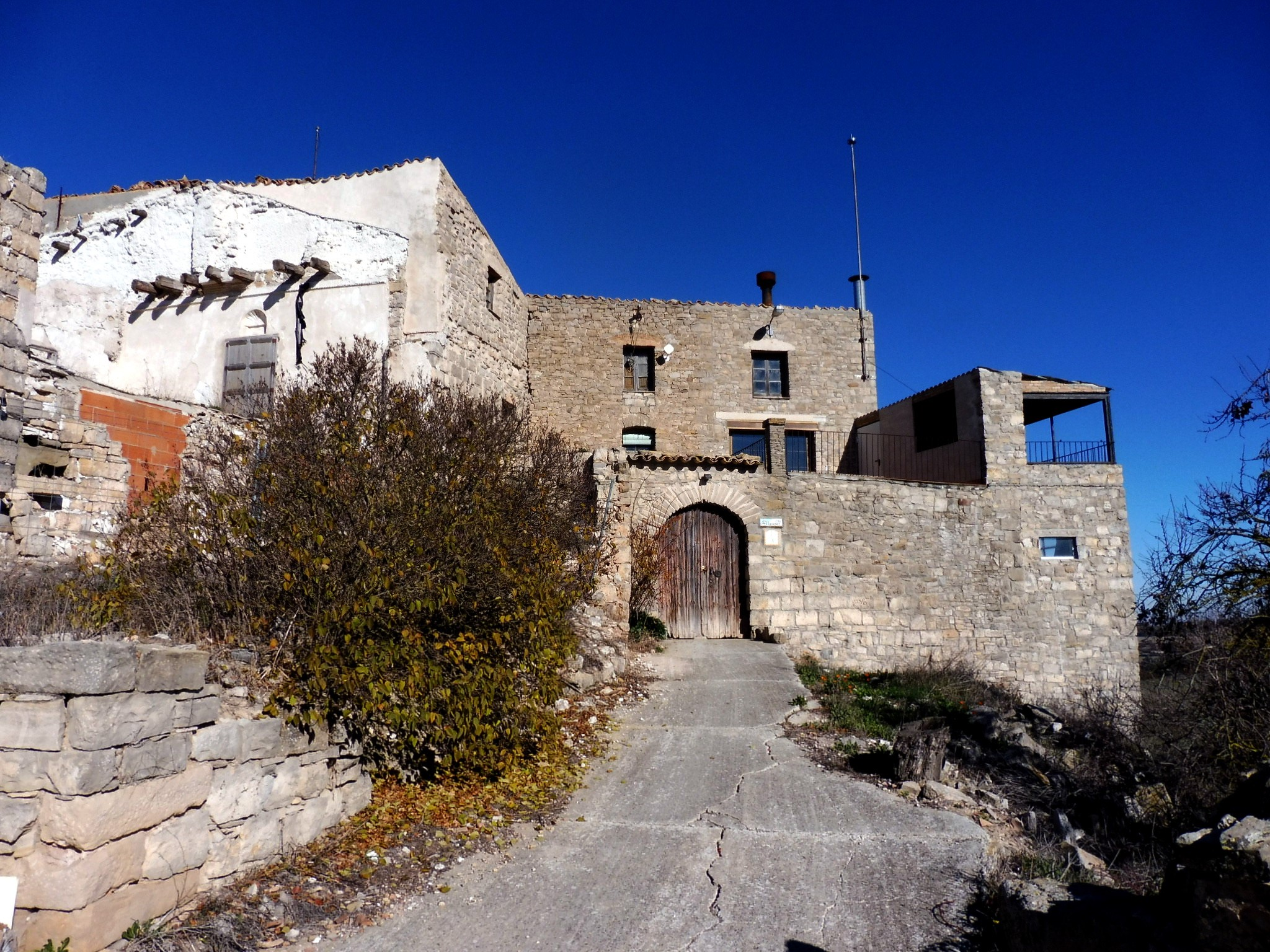
Llogaret de Suró
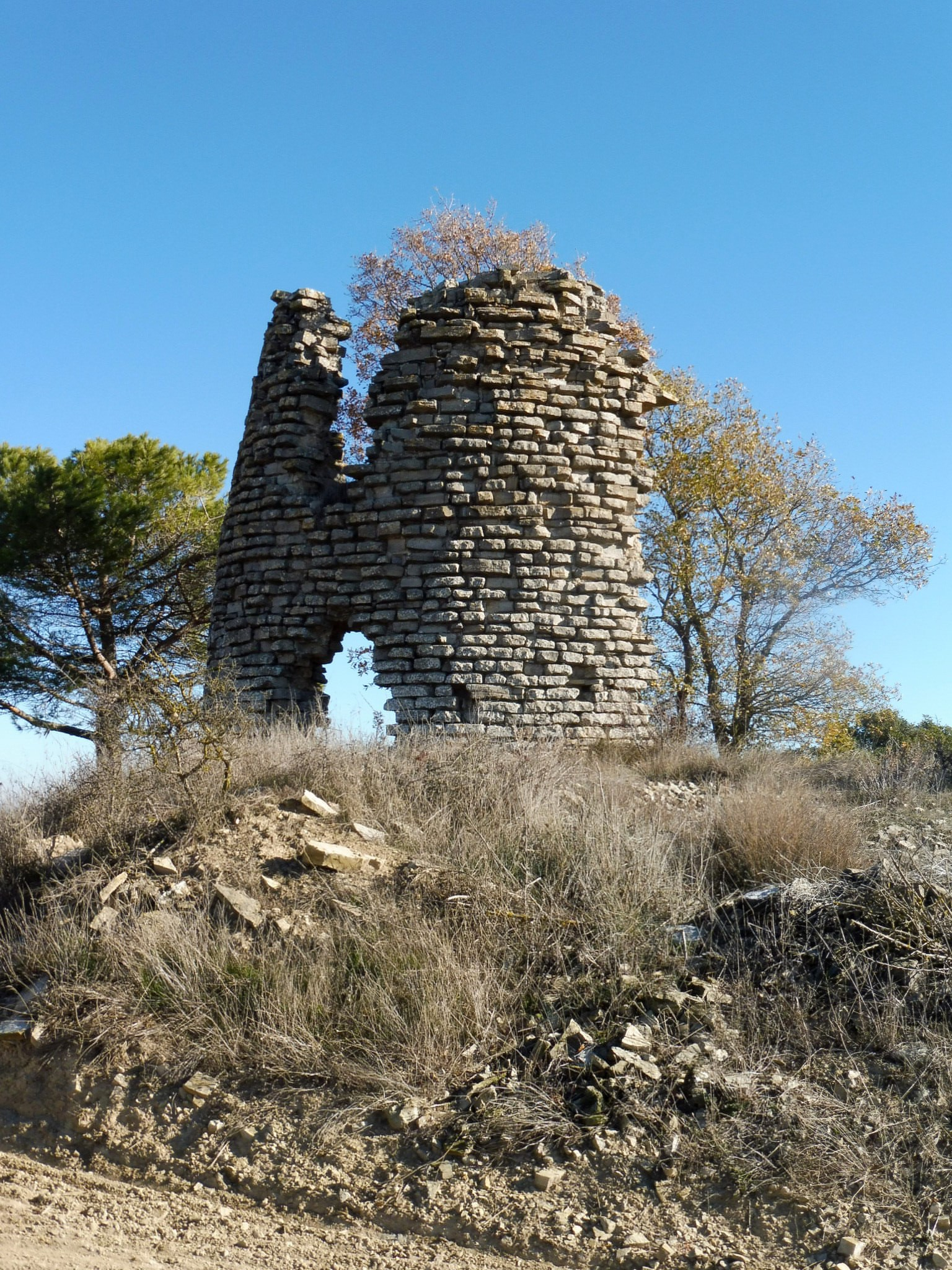
Molí de Vent (Talavera)
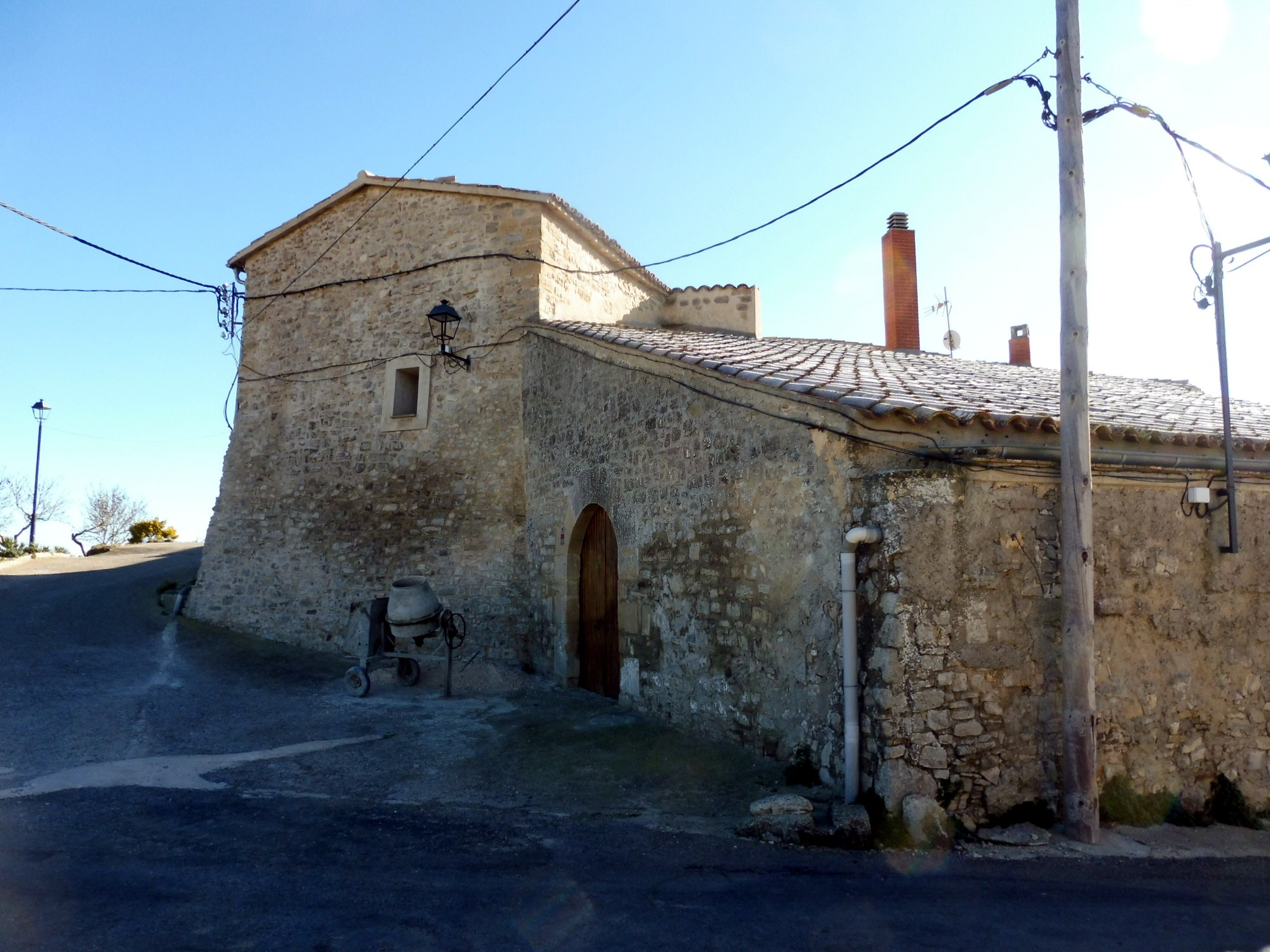
Castell de Talavera
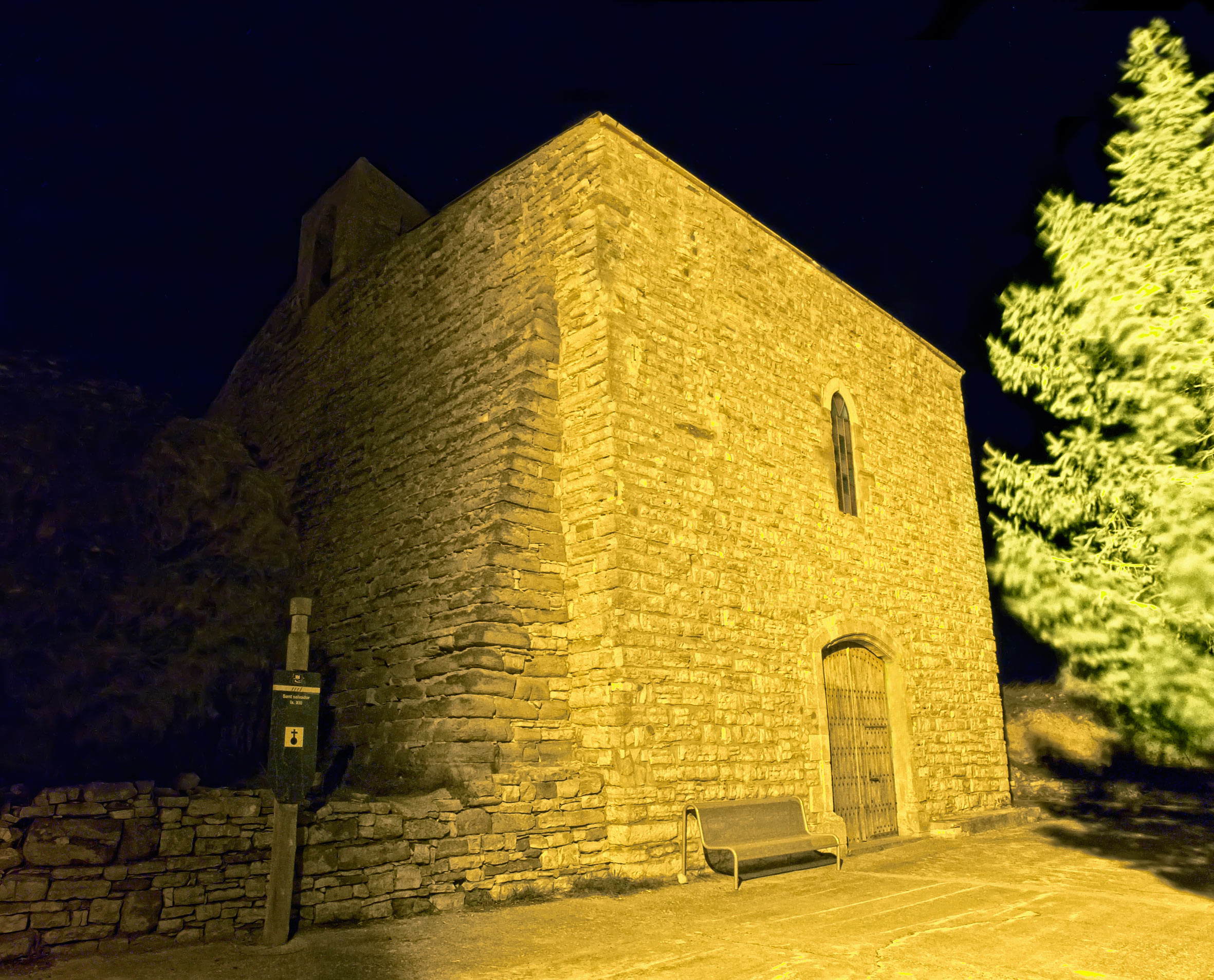
Sant Salvador de Talavera